# You Forgot it in People
Albums de Broken Social Scene
Feel Good Lost
(2001) Bee Hives
(2004)
You Forgot it in People est le deuxième album du groupe Broken Social Scene, sorti en 2002.
C'est l'album de la consécration pour le groupe canadien. Il a reçu le Prix Juno du meilleur album de musique alternative pour l'année 2002. Il a été classé 4e meilleur album canadien de tous les temps, lors d'un sondage effectué par le magazine canadien Chart, derrière Twice Removed de Sloan, Harvest de Neil Young et Blue de Joni Mitchell. L'album a aussi été classé 27e de la liste de Pitchfork des 100 meilleurs albums de 2000 à 2004.
L'accueil critique a été très positif, notamment de la part de Pitchfork, avec une note de 9,2/10.

## Liste des titres
| No  | Titre                                           | Durée |
| --- | ----------------------------------------------- | ----- |
| 1.  | Capture the Flag                                | 2:08  |
| 2.  | KC Accidental                                   | 3:50  |
| 3.  | Stars and Sons                                  | 5:08  |
| 4.  | Almost Crimes (Radio Kills Remix)               | 4:22  |
| 5.  | Looks Just Like the Sun                         | 4:23  |
| 6.  | Pacific Theme                                   | 5:09  |
| 7.  | Anthems for a Seventeen Year-Old Girl           | 4:35  |
| 8.  | Cause = Time                                    | 5:30  |
| 9.  | Late Nineties Bedroom Rock for the Missionaries | 3:46  |
| 10. | Shampoo Suicide                                 | 4:05  |
| 11. | Lover's Spit                                    | 6:22  |
| 12. | I'm Still Your Fag                              | 4:23  |
| 13. | Pitter Patter Goes My Heart                     | 2:26  |